# Sphagnum molle
Sphagnum molle là một loài rêu trong họ Sphagnaceae. Loài này được Sull. mô tả khoa học đầu tiên năm 1846.